# Битка код Фираза
Битка код Фираза вођена је у јануару 634. године између војске Праведног калифата подкомандом Халида ибн Валида са једне и војске Византијског царства, Сасанидске Персије и хришћанских Арапа са друге стране. Битка је део Арапских освајања и завршена је одлучујућом победом муслимана.

## Позадина битке
До краја 633. године, муслиманска војска је већ господарила долином реке Еуфрат. У овој долини, у граду Фиразу, који се налазио на рубу Персијског царства, и даље се налазио гарнизон персијске војске. Халид ибн Велид је одлучио да освоји овај град, како би спречио да се Персијанци добро организују и покушају да поврате изгубљене територије. Због тога је са својом војском кренуо према Фиразу у првој недељи децембра 633. године. У то доба, Фираз се налазио на граници Персијске и Византијске империје. Византијска војска је одлучила да пружи помоћ персијској у борби против Халидове војске. Уједињене снаге Песијанаца, Византијаца и савезника, хришћанских Арапа биле су око десет пута бројније од муслиманске војске. Импресиониран импозантном војном снагом коалиције, византијски генерал послао је охолу поруку Халид ибн Велиду тражећи безусловну предају муслиманске војске. Халид му је одговорио да ће одговор добити на бојном пољу.

## Битка
Муслиманске снаге бројале су 15.000 војника док су противници имали и до десет пута веће снаге. Пре саме битке, Халид је допустио противницима да пређу реку Еуфрат. Тада је наредио напад. Персијанцима и Византинцима је река била иза леђа. Халид је водио битку на сличан начин као и у случају битке код Мазара.Док су се снаге обеју војски спреда ангажовале у борбама, Халид је притиснуо своје непријатеље на оба бока уз помоћ својих задњих крила. Направивши брзи покрет, муслимани су полетели према мосту на ријци и успели су да га заузму. Непријатељ је тако стављен у неповољан положај који су створили истовременим нападом са оба крила. Ускоро је страховито потукао Византинце и Персијанце. Они су да би спасили своје животе скакали у реку док су их Халидове снаге гађале стрелама при повлачењу. У бици је живот изгубило преко 50.000 Византинаца, Арапа и Персијанаца. Овом битком муслимани су освојили читаву Месопотамију.

## Халидова заклетва
На почетку битке код Фираза, када су сви изгледи за победу били против муслимана, Халид је положио заклетву да ће, ако побиеди, предузети ходочашће (хаџ) у Меку, Дом Божји. Након победе код Фираза, Халид је неколико дана остао у Фиразу и спровео неопходне мере за успостављање управе над новоосвојеном територијом. У јануару 634, док се гарнизон задржао у Фиразу, издата је наредба главној муслиманској војсци да се врати у Ал-Хиру. Халид је остао у позадини војске. Док се војска кретала на путу за Ал Хиру, Халид се одвојио од војске и са малом пратњом кренуо неуобичајеном рутом у Меку. Кхалид је успео да стигне у Меку на време да изведе хаџ. Након што је тајно обавио ходочашће и испунио свој завет, Халид и његова пратња су се пребацили натраг у Ал Хирау. Пре него што је и последњи контингент главне војске из Фираза ушао у Хиру, Халид је такође био тамо, баш као све време био са стражарима.